# Музей Ар-Ракки
Музей Ар-Ракки — археологічний та історичний музей у місті Ар-Ракка (Сирія). 

## Короткий опис
Заснований 1981 року й розташований в колишньому палаці. Музей присвячений історії та культурі провінції Ар-Ракка. На першому поверсі музею розташовано три відділення: давнє мистецтво, античне мистецтво та сучасне мистецтво. Другий поверх присвячений арабському та ісламському мистецтву.